# Cultura de Palestina

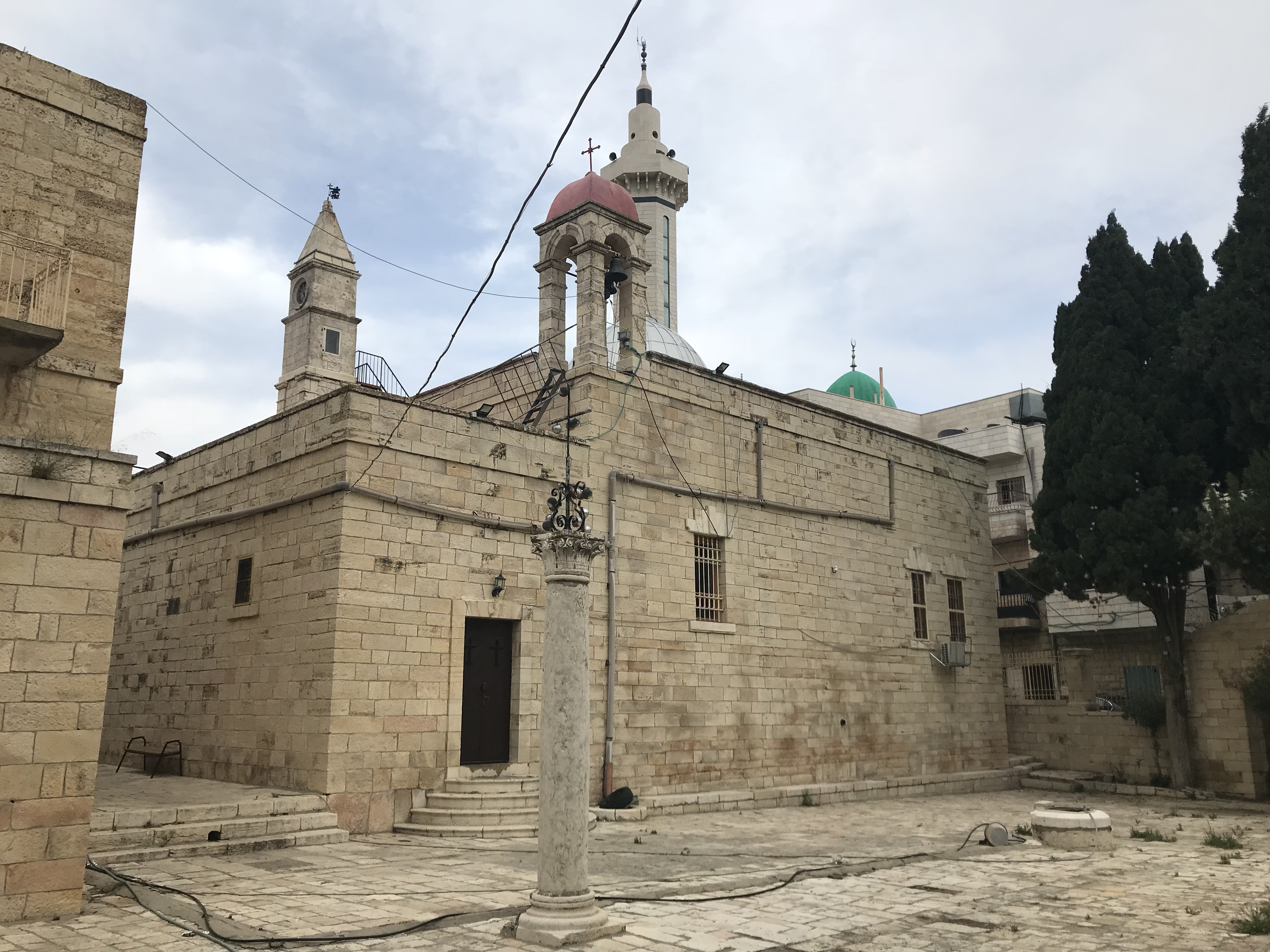
La Fiesta de San Jorge, fiesta palestina celebrada en mayo en el pueblo de Al-Khader.

La Cultura de Palestina es la cultura del pueblo palestino, situada a lo largo de la Palestina Histórica así como en el actual Estado de Palestina. La cultura palestina está influenciada por las diversas culturas y religiones que han existido en ella, como la romana, árabe, otomana, etc. Igualmente esta ha sido notable en los campos de la música, el vestuario y la cocina, expresando la identidad palestina a pesar de la separación geográfica entre los territorios palestinos.

## Símbolos nacionales

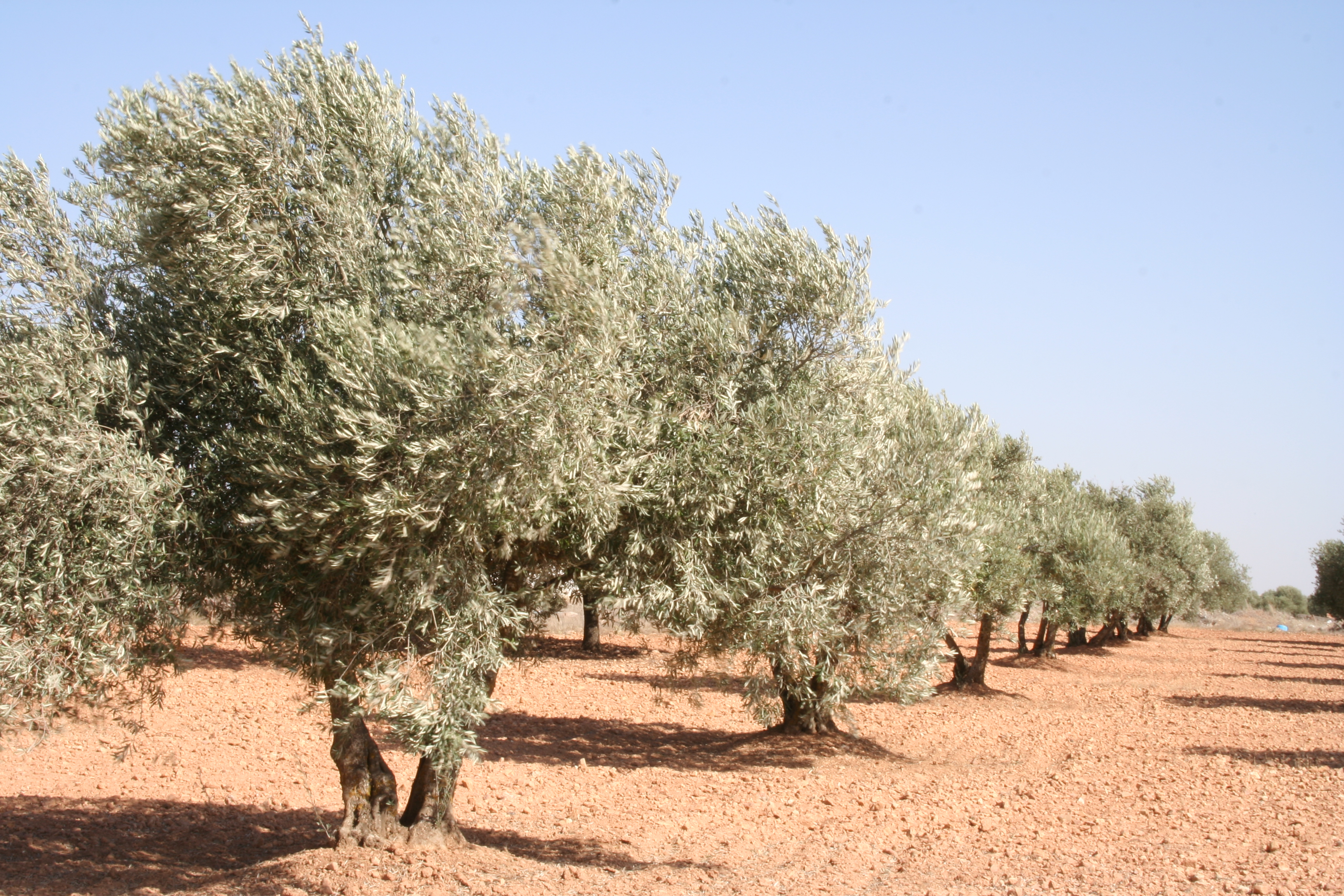
El olivo, árbol nacional de Palestina.

El himno nacional de Palestina, conocido como Biladi, fue adoptado en 1996. El árbol nacional de Palestina es el olivo (Olea europaea) y el animal nacional es el águila esteparia.

### Bandera palestina

La bandera de Palestina.

La bandera de Palestina posee a la izquierda un triángulo rojo prolongado por 3 bandas horizontales de la parte superior a la inferior los colores de las bandas son negro, blanco y verde.
- El triángulo rojo simboliza la casa hachemí.
- La banda negra simboliza el califato abasí de Bagdad (750-1258)
- La banda blanca simboliza el califato Omeya de Damasco (661-750)
- La banda verde simboliza el califato Fatimí del Cairo (969-1171)

Estos colores habían sido adoptados por la Gran Revuelta Árabe de 1916.

## Folclore
El folclore palestino es el cuerpo de su cultura expresiva, incluyendo cuentos, música, danza, leyendas, historias orales, proverbios, chistes, creencias populares, costumbres y que comprende las tradiciones (incluyendo tradiciones orales) de la cultura palestina. El renacimiento folklórico entre los intelectuales palestinos, como Nimr Sirhan, Musa Allush, Salim Mubayyid y la Sociedad Palestina de Folclore de los años 70, enfatizó las raíces preislámicas (y pre-hebreas), reconstruyendo la identidad palestina con un enfoque en las culturas cananeas. Tales esfuerzos parecen haber dado sus frutos, como se evidencia en la organización de celebraciones como el festival canabita Qabatiya y el Festival de Música anual de Yabus por el Ministerio de Cultura palestino.

### Trajes tradicionales

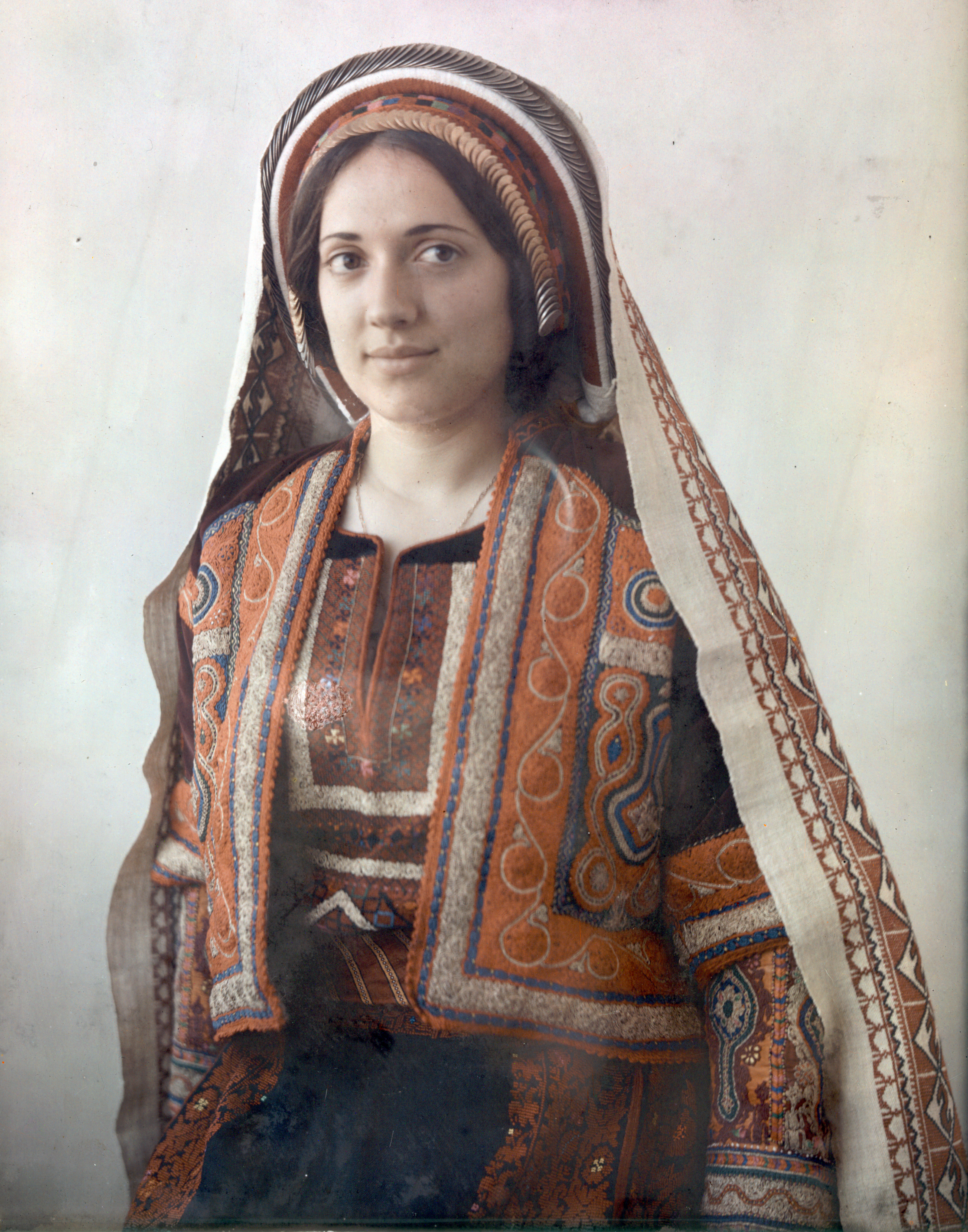
Una mujer de Ramala vestida al estilo tradicional.

Los viajeros extranjeros que viajaban a Palestina a finales del siglo XIX y comienzos del siglo XX comentaban a menudo la rica variedad de trajes entre el pueblo palestino y, en particular, entre las fellaheen o las mujeres del pueblo. Hasta la década de 1940, la mayoría de las mujeres palestinas podían descifrar la condición económica de una mujer, ya sea casada o soltera, y la ciudad o área de donde provenían, por el tipo de telas, colores, cortes y bordados Vestirse como vestido o "thoub" en árabe. 
El éxodo palestino de 1948 llevó a una interrupción en los modos tradicionales de vestimenta y costumbres, ya que muchas mujeres que habían sido desplazadas ya no podían permitirse el tiempo o el dinero para invertir en complejas prendas bordadas. Los nuevos estilos comenzaron a aparecer los años 60. Por ejemplo, el "vestido de seis brazos" se llama así por las seis bandas anchas de bordado que descienden desde la cintura. Los estilos individuales de la aldea se perdieron y fueron substituidos por un estilo "palestino" identificable. El shawal, un estilo popular en Cisjordania y Jordania antes de la Primera Intifada, probablemente evolucionó de uno de los muchos proyectos de bordado de bienestar en los campamentos de refugiados. Era una moda más corta y estrecha, con un corte occidental.

### Danzas

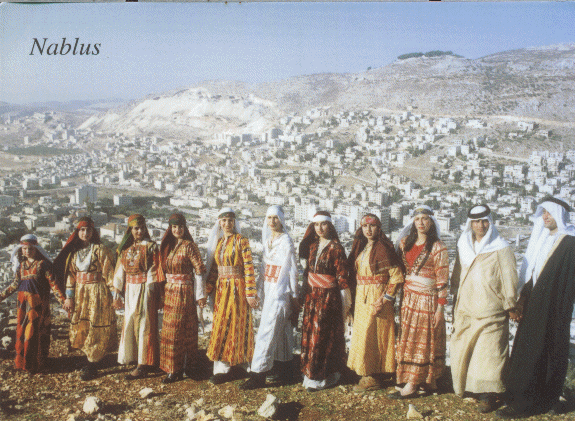
Bailarines de Dabke tradicionales.

Dabke (árabe: دبكة también deletreado Dabka, Dubki, Dabkeh, Dabkaat plural), es una danza popular árabe nativa a los países del levante. Es popular en la cultura palestina, y muchas compañías tocan la danza en todo el mundo. El Dabke está marcado por salto sincronizado, estampado, y movimiento, similar al baile.

### Historias tradicionales
La narración tradicional entre los palestinos está precedida por una invitación a los oyentes a dar bendiciones a Dios y al Profeta Mahoma o la Virgen María según el caso, e incluye la apertura tradicional: "Hubo, en la antigüedad del tiempo ..." Los elementos fórmicos de las historias comparten mucho en común con el mundo árabe más amplio, aunque el esquema rimado es distinto. Hay un elenco de personajes sobrenaturales: Jinss y Djinns que pueden cruzar los Siete Mares en un instante, gigantes y ghouls con ojos de brasas y dientes de bronce.

### Música
Las canciones palestinas tradicionales no tienen ninguna letra determinada sino más bien un ritmo del conjunto a ellos, permitiendo poemas líricos populares improvisados de la poesía. Una forma de este estilo de canto folk es Ataaba; Consiste en 4 versos, siguiendo una forma y un metro específicos. La característica distintiva de ataaba es que los tres primeros versículos terminan con la misma palabra que significa tres cosas diferentes, y el cuarto versículo sirve como conclusión. El Ataaba continúa realizándose en bodas y festivales en localidades árabes en Israel, Cisjordania y Franja de Gaza. 
Otros estilos de canciones palestinas tradicionales incluyen zajal, Bein Al-dawai, Al-Rozana, Zarif -Al-Toul, Al-Maijana, Sahja / Saamir y Zaghareed.
Durante tres décadas, la Compañía Nacional Palestina de Música y Danza (El Funoun) y Mohsen Subhi han reinterpretado y reorganizado las canciones tradicionales de la boda, como Mish'al (1986), Marj Ibn 'Amer (1989) y Zaghareed (1997).

## Arquitectura

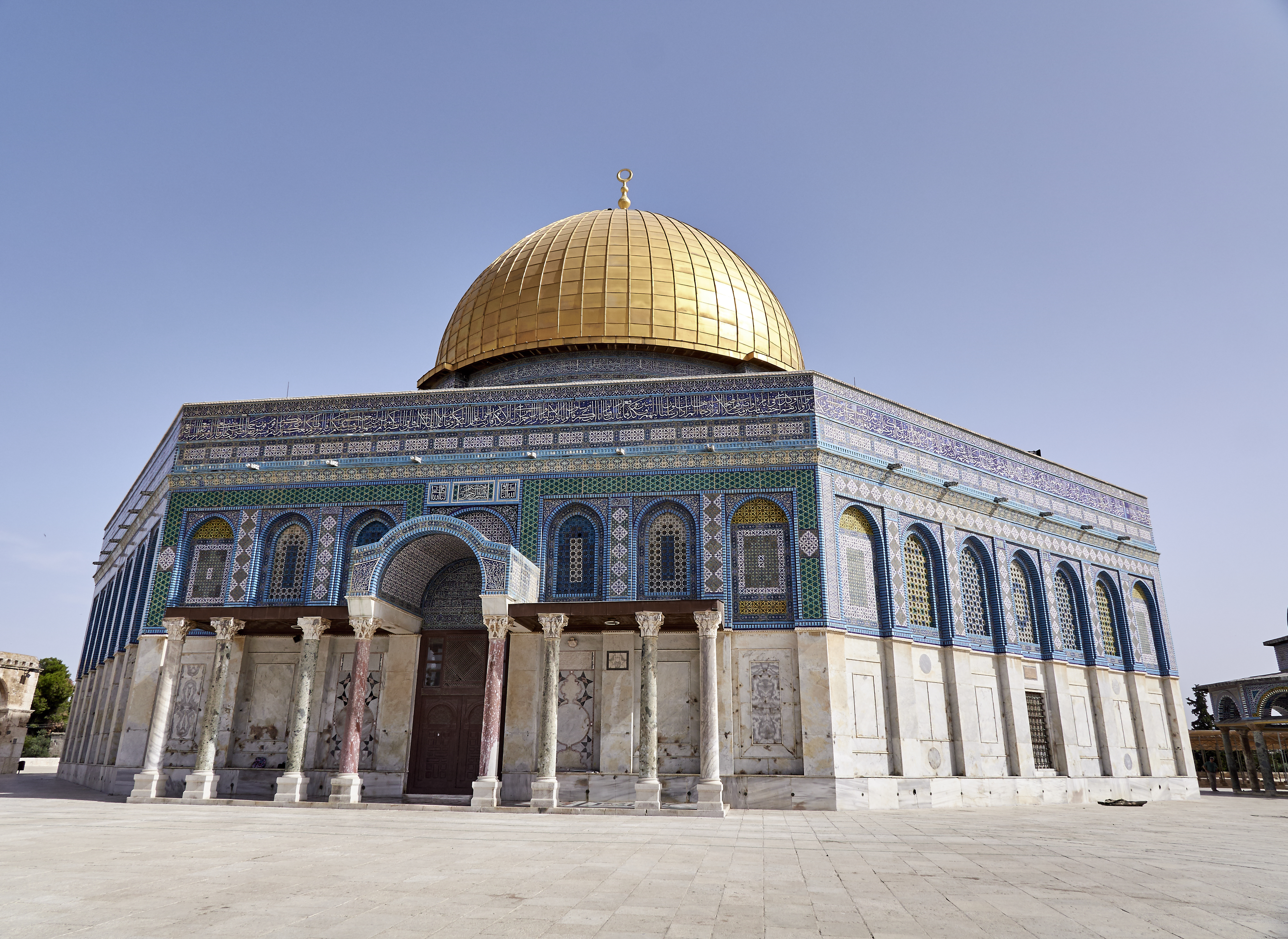
La Cúpula de la Roca, un perfecto ejemplo de la arquitectura palestina con influencias otomanas y árabes.

La arquitectura palestina tradicional cubre un vasto marco histórico y una serie de estilos e influencias diferentes a lo largo de los siglos. La arquitectura urbana de Palestina antes de 1850 era relativamente sofisticada. Si bien perteneció a un mayor contexto geográfico y cultural del Levante y del mundo árabe, constituyó una tradición distinta, "significativamente diferente de las tradiciones de Siria, Líbano o Egipto". Sin embargo, la casa de campo palestina compartía las mismas concepciones básicas con respecto a la disposición del espacio vital y de los tipos de apartamentos comúnmente vistos en todo el Mediterráneo oriental. La rica diversidad y unidad subyacente de la cultura arquitectónica de esta región más amplia que se extiende desde los Balcanes hasta el norte de África fue una función del intercambio fomentado por las caravanas de las rutas comerciales y la extensión del dominio otomano en la mayor parte de esta área, desde principios del siglo XVI hasta el final de la Primera Guerra Mundial.

## Literatura

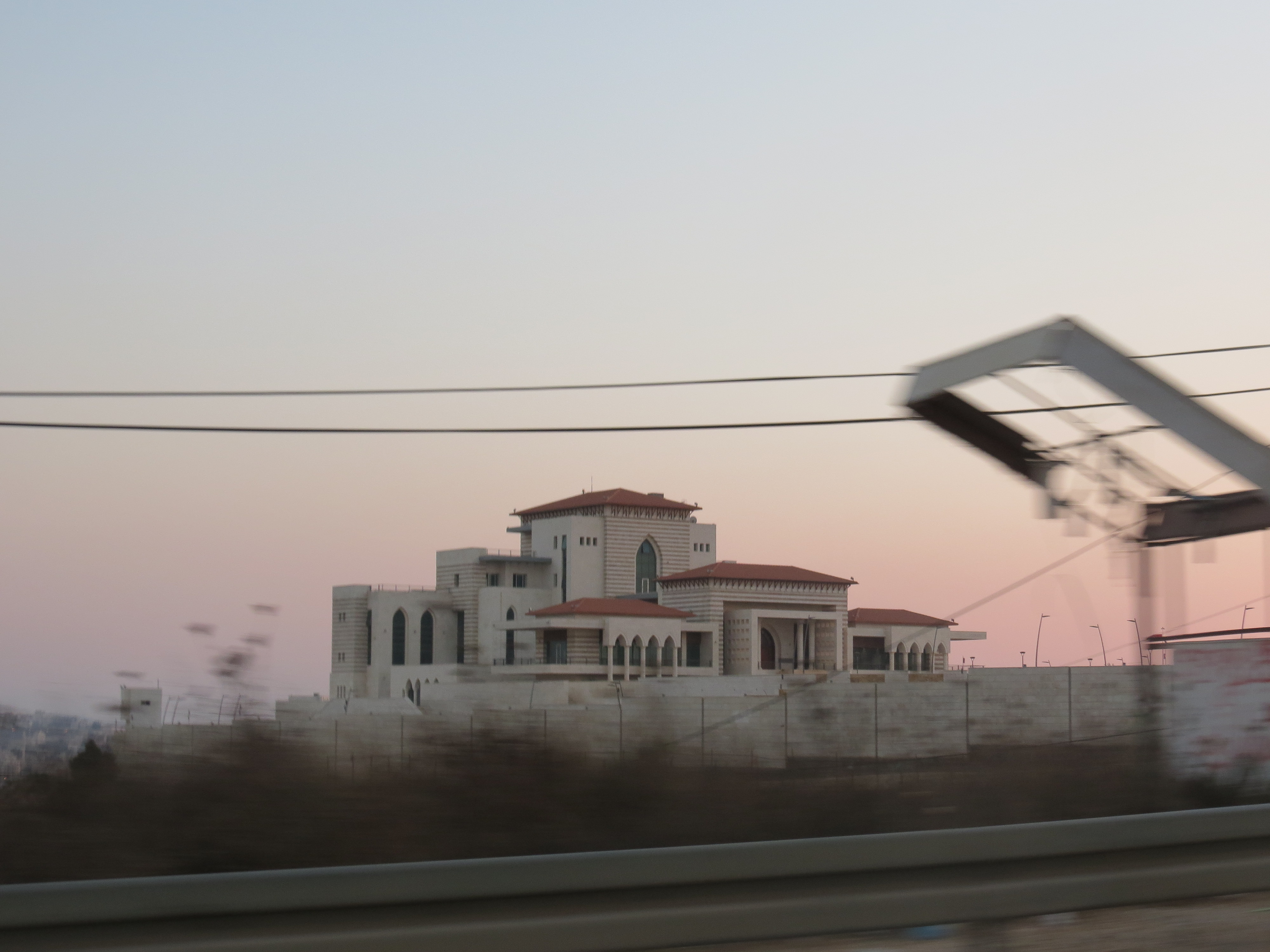
La Biblioteca Nacional de Palestina, ubicada en Ramala.

### Poetas palestinos
- Mourid Barghouti
- Tamim al-Barghouti
- Mahmoud Darwich (nacido en 1942)
- Suheir Hammad
- Nathalie Handal
- Remi Kanazi
- Jabra Ibrahim Jabra (1919-1994)
- Taha Muhammad Ali
- Kamal Nasser
- Samih al-Qasim
- Abu Salma
- Naomi Shihab Nye
- Fadwa Tuqan (1914 - 12 de diciembre de 2003)
- Ibrahim Touqan, autor del poema Mawtini, Himno de Irak
- Tawfiq Ziyad

### Escritores palestinos
- Edward Said
- Ghassan Kanafani
- Awad Saud Awad
- Sahar Jalifa
- Yabra Ibrahím Yabra

## Cine
- Michel Khleifi
- Hany Abu-Assad
- Mohammad Bakri
- Elia Suleiman

## Teatro
- François Abou Salem